# Битва за Тоннэ
Битва за Тоннэ (кор. 東莱城戰鬪, 동래성전투, яп. 東莱城の戦い) — бой, состоявшийся между японскими и корейскими войсками за контроль над корейской крепостью Тоннэыпсон в Пусане в начале Имдинской войны.

## Краткие сведения
После взятия Пусанджина 1-я японская экспедиционная армия под командованием Кониси Юкинаги должна была захватить корейскую крепость Тоннэыпсон на центре Пусана, чтобы установить полный контроль над южным побережьем провинции Кёнсандо. Крепость находилась на вершине горы и была неприступной. Её гарнизон охранял дорогу, которая вела на север в Сеул.
25 мая японские силы, получившие Пусанджин, подошли к Тоннэ и окружили крепость. Кониси Юкинага передал магистрату Тоннэ Сон Санхёну послание с требованием: «Сражайся, если хочешь. Если не хочешь — дай дорогу [в Сеул]» (кит. трад. 戰則戰矣 不戰則假道). В ответ магистрат Сон Санхён пустил стрелу с запиской, которая попала в щит Кониси: «Я лучше умру, чем дам вам дорогу» (кит. трад. 戰死易 假道難).
В это время на помощь осаждённым спешил корейский генерал Ли Гак, командир всех вооружённых сил провинции Кёнсандо, но узнав о судьбе защитников Пусана, он развернул войско и расположился в безопасном месте, в 10 км от крепости.
После полудня 25 мая японские войска пошли на штурм Тоннэ. Несмотря на плохое вооружение и недостаточную выучку, корейцы сдерживали натиск нападающих в течение 8 часов. Ночью 26 мая японцы завладели всеми воротами крепости и вырезали всех военных и гражданских. Главнокомандующий Сон Сахъён пал в неравном бою. Пораженный мужеством и силой Сона, японский генерал Кониси похоронил его с почестями и установил на его могиле деревянную табличку с надписью «Верный защитник».
Узнав о падении Тоннэ, генерал Ли Гак и его подопечные бежали на север.
Японцы получили мощную крепость на корейском юге и открыли себе дорогу в Сеул. Наряду с Пусаном, Тоннэ стала базой японских войск, куда прибывали продовольствие и новые войска из Японии.